# Wladimir Wassiljewitsch Uwarow
Wladimir Wassiljewitsch Uwarow (russisch Владимир Васильевич Уваров; * 23. Julijul. / 4. August 1899greg.; † 1977) war ein russisch-sowjetischer Maschinenbauingenieur und Hochschullehrer.

## Leben
Uwarow studierte an der Moskauer Technischen Hochschule (MWTU) mit Abschluss 1924. Er blieb an der MWTU und unterrichtete Wärmetechnik am Lehrstuhl für Dampfturbinen.
Nach der Oktoberrevolution waren die Arbeiten Wladimir Makowskis über Gasturbinen an der MWTU von Nikolai Schukowski und seinem Schüler Nikolai Briling fortgeführt worden. 1925 gründete Briling, der 1921 Direktor des neuen Automobil- und Motor-Forschungsinstituts (NAMI) geworden war, im NAMI mit Uwarow und weiteren jungen Wissenschaftlern das Laboratorium für theoretische und experimentelle Untersuchungen und Konstruktion von Gasturbinen. 1928 wurde das Laboratorium an die MWTU verlegt, das 1930 das von Uwarow geleitete Laboratorium Nr. 1 des Feliks-Dzierżyński-Instituts für Wärmetechnik wurde. Dazu  hatte Uwarow an der Fernstudienabteilung der Physikalisch-Mathematischen Fakultät der Universität Moskau (MGU) studiert mit Abschluss 1930.
1940 wurde Uwarow an das Zentralinstitut für Flugmotoren (ZIAM) versetzt. Nach Beginn des Deutsch-Sowjetischen Kriegs wurden im ZIAM die Gasturbinenentwicklungsarbeiten zunächst eingeschränkt. Ab 1943 wurde unter Uwarows Leitung als Versuchstriebwerk das Turboprop-Triebwerk E-3080 entwickelt. Der erste Prototyp wurde 1945 gebaut und hatte eine Wellenleistung von 625 PS und einen Schub von 160 kp für eine geschätzte Geschwindigkeit über Grund von 650 km/h.
1945 wurde Uwarow ohne Verteidigung einer Dissertation zum Doktor der technischen Wissenschaften promoviert.
1946 wurde Uwarow zum verantwortlichen Leiter und Chefkonstrukteur des Werks Nr. 41 MinAwiaProma des Ministeriums für Luftfahrtindustrie ernannt, wo nun in kürzester Zeit das E-3080 weiterentwickelt und gebaut werden sollte. Neue Kollektive wurden im Konstruktionsbüro, im Technischen Büro und in der Forschungsabteilung gegründet, und der Betriebsleiter Alexei Sawitajew reorganisierte die Werkstätten. Im August 1948 ordnete das Ministerium für Luftfahrtindustrie die Einstellung der Arbeiten an, nachdem 15 Triebwerke fertiggestellt worden waren.
1949 wurde Uwarow zum Professor der MWTU ernannt. Dort organisierte er den neuen Lehrstuhl für Gasturbinen und leitete ihn bis zu seinem Tode. Er beteiligte sich 1958 an der Organisation des Problemforschungslaboratoriums der MWTU.
Uwarow war am Bau der ersten Prototypen einer Gasturbinenlokomotive beteiligt, die im Kolomnaer Lokomotivwerk gebaut wurden.

## Ehrungen
- Verdienter Wissenschaftler und Techniker der RSFSR
- Leninorden
- Orden des Roten Banners der Arbeit